# Бэчоп, Грэм
Грэм Томас Майро Бэчоп (англ. Graeme Thomas Miro Bachop, родился 11 июня 1967 года в Крайстчерче) — новозеландский и японский регбист самоанского, таитянского и кукского происхождения. Серебряный призёр чемпионата мира 1995 года, бронзовый призёр чемпионата мира 1991 года в составе сборной Новой Зеландии.

## Биография

### Личная жизнь
Корни семьи Бэчопа уходят на Самоа, Таити и на Острова Кука. Его семья имеет прямое отношение к регби: его старший брат Стивен выступал за Самоа, племянники Аарон и Натан Мейджеры — за Новую Зеландию. Супруга — Эндж Бэчоп. Окончил среднюю школу Хэгли.

### Игровая карьера
Выступал за регбийную команду Линвуда. Дебютировал 21 октября 1987 года в составе «Олл Блэкс» в Токио в игре против второй сборной Японии: в составе он заменил Дэвида Кирка, выигравшего в том же году чемпионат мира и выигравшего право на стипендию в Оксфордском университете. Грэм дебютировал в сборной раньше, чем в команде Кентербери, за которую выступал в первенстве провинций Новой Зеландии.
4 ноября 1989 года Бэчоп дебютировал в тест-матче против Уэльса, заменив в составе на позиции хавбека Брюса Динса (внучатого племянника Боба Динса) и став игроком основы на этой позиции за всё время работы Алекса Уилли на посту тренера «Олл Блэкс» (бронзовый призёр чемпионата мира 1991 года).
1 июня 1991 года Бэчоп вышел на позиции скрам-хава в стартовом составе команды Кентербери в матче против сборной СССР.
В составе новозеландской сборной Бэчоп снова появился в 1994 году, когда после 10 лет выступлений за «Линвуд» перешёл в команду «Олд Бойз» из Крайстчерча, где сумел наладить игровые связи с Эндрю Мертенсом, своим близким другом. В том же году он сыграл в сборной со своим братом Стивеном. В 1995 году был заявлен на Кубок мира в ЮАР, считался перед этим одним из лучших полузащитников в составе «Олл Блэкс»; на турнире его сборная в финале проиграла сборной ЮАР. После чемпионата мира Бэчоп подписал контракт с японским клубом «Мунаката Саникс Блюз», и новый тренер сборной Джон Харт даже предложил Регбийному союзу Новой Зеландии изменить правила выступлений за сборную, чтобы Грэм и дальше мог играть за «Олл Блэкс», но руководство на это не пошло. После отъезда Грэма в составе «Олд Бойз» его место занял Джастин Маршалл на позиции полузащитника, а сам Грэм продолжил играть уже в Японии. В 1999 году он представлял сборную Японии на чемпионате мира по регби в Уэльсе.
Последний официальный матч за сборную Японии провёл 16 октября 1999 года против Аргентины в Кардиффе на чемпионате мира. На стыке тысячелетий завершил игровую карьеру, сыграв в 2000 году неофициальный благотворительный матч в составе сборной тихоокеанских звёзд «Пасифик Барбарианс» против Новой Зеландии в Японии.